# Хереклян
Хереклян (рум. Hereclean) — село у повіті Селаж в Румунії. Адміністративний центр комуни Хереклян.
Село розташоване на відстані 393 км на північний захід від Бухареста, 7 км на північ від Залеу, 68 км на північний захід від Клуж-Напоки.

## Населення
За даними перепису населення 2002 року у селі проживали 442 особи.
Національний склад населення села:
| Національність | Кількість осіб | Відсоток |
| -------------- | -------------- | -------- |
| румуни         | 433            | 98,0%    |
| угорці         | 9              | 2,0%     |

Рідною мовою назвали:
| Мова      | Кількість осіб | Відсоток |
| --------- | -------------- | -------- |
| румунська | 433            | 98,0%    |
| угорська  | 9              | 2,0%     |